# Mojoranu (Dander)
Mojoranu is een bestuurslaag in het regentschap Bojonegoro van de provincie Oost-Java, Indonesië. Mojoranu telt 3945 inwoners (volkstelling 2010).